# 노주 (가수)
노주(1989년 6월 28일 ~)는 대한민국의 가수다. 2012년 콤비 싱글 앨범 [Go Girl]로 데뷔했다.

## 방송
- 휴먼 서바이벌 도전자 (2011) - 6위
- 내 생애 마지막 오디션 (2012) - Top24

## 음반
- 내 생애 마지막 오디션 - 50%의 생존확률 1 Vs 1 대결 Part.3 (2012)
- 너는 생각이 너무 많아 (2015)

### 콤비
- Go Girl (2012)

## 공연
- 오 남매쇼 (2013)